# FK Senica
El FK Senica es un club eslovaco de fútbol de la ciudad de Senica, fue fundado en 1921 y juega en la 3. liga, tercera división de Eslovaquia.

## Historia
Aunque FK Senica jugó en la cuarta liga de fútbol de Eslovaquia para la temporada 2008-09, la próxima temporada 2009-10 que se jugó en la primera división después de fusionarse con el Inter de Bratislava que acababa de ganar el ascenso a la Suprliga. Inicialmente el club se vio obligado a retener el nombre Inter Bratislava, en la primera división, pero después de muchas discusiones del Comité Ejecutivo de la Asociación Eslovaca de Fútbol aprobó el nombre de FK Senica. Dušan Vrťo es el director deportivo del FK Senica.

## Temporada 2011-2012
El equipo del FK Senica terminó cuarto en la clasificación general. El máximo goleador del equipo fue Rolando Blackburn con cinco goles.
Gracias al cuarto puesto obtenido, accedió a jugar la ronda pre-eliminar de la UEFA Europa League. Superó la primera ronda venciendo por un global de 3 a 2 al MTK Budapest, pero cayó derrotado en la siguiente eliminatoria por el APOEL FC, por un global de 3 a 0, quedando eliminado de la competición

## Nombres del Pasado
- 1921 - Železná únia Senica
- 1928 - AC Senica
- 1934 - FC Senica
- 1946 - Sokol Chemické závody (ChZ)
- 1969 - TJ SH Senica
- 2002 - FK SH Senica (fusionado con el FK 96 Ress Častkov)
- 2008 – hoy - FK Senica

## Rivalidades
El mayor rival del FK Senica son sus vecinos del Spartak Myjava, en la rivalidad conocida como záhorácko-kopaničiarske derby. El primer enfrentamiento entre ambos en la Corgoň Liga fue el 24 de agosto del 2012, y terminó 0–1 a favor del Spartak Myjava con gol de Martin Černáček.

## Participación en competiciones de la UEFA
| Temporada | Torneo             | Ronda            | País       | Club              | Casa | Visita | Global |
| --------- | ------------------ | ---------------- | ---------- | ----------------- | ---- | ------ | ------ |
| 2011–12   | UEFA Europa League | Clasificatoria 3 | Austria    | Red Bull Salzburg | 0–3  | 0–1    | 0–4    |
| 2012–13   | UEFA Europa League | Clasificatoria 1 | Hungría    | MTK               | 2–1  | 1–1    | 3–2    |
| 2012–13   | UEFA Europa League | Clasificatoria 2 | Chipre     | APOEL             | 0–1  | 0–2    | 0–3    |
| 2013–14   | UEFA Europa League | Clasificatoria 2 | Montenegro | Mladost           | 0–1  | 2–2    | 2–3    |